# チョウジソウ属
チョウジソウ属（学名 Amsonia）は、リンドウ目キョウチクトウ科に分類される一年草または多年草。

## 概要
20ほどの種に分類され、その多くが北アメリカ大陸と東南アジアに分布している。
一年生または多年生の草本で、茎は直立し匍匐茎は持たず、ラテックスを含む。
披針形の葉は互生し、集散花序に青または薄青色の花を咲かせる。

属名 Amsonia は、18世紀のアメリカ合衆国バージニア州の医師 Charles Amson にちなんだもの。

## 種
en: は英名を示す。

Amsonia angustifolia Michx. - ホソバチョウジソウ
チョウジソウに外観が似るが葉が細い。日本国内では園芸用に栽培され、「チョウジソウ」の名で流通している。
Amsonia ciliata Walt.
Amsonia elliptica (Thunb. ex Murray) Roem. et Schult. - チョウジソウ en:Japanese Bluestar
日本、朝鮮半島、中国に自生する。日本では本属の中で唯一の自生種。外観は他種と似るが、葉幅が広めで丸みを帯び、茎は多少黒みを帯びる。
Amsonia fugatei S.P. McLaughlin
Amsonia grandiflora Alexander
Amsonia hubrichtii Woods. - en:Hubricht's Bluestar
Amsonia illustris Woods.
Amsonia jonesii Woods.
Amsonia kearneyana Woods.
Amsonia longiflora Torr.
Amsonia ludoviciana Vail
Amsonia orientalis - en:European Bluestar
ギリシャからトルコにかけて自生し、外観はヤナギバチョウジソウに似るが葉が黄色がかる。
Amsonia palmeri Gray
Amsonia peeblesii Woods.
Amsonia repens Shinners
Amsonia rigida Shuttlw. ex Small
Amsonia tabernaemontana Walt. - ヤナギバチョウジソウ en:Eastern Bluestar
米国ペンシルベニア州からカンザス州にかけてで自生する種だが、園芸用としてもよく栽培されている。日本には1930年頃に園芸用に持ち込まれ、以降園芸用に栽培され「チョウジソウ」の名で流通している。
Amsonia tharpii Woods.
Amsonia tomentosa Torr. & Frém. - en:Woolly Bluestar